# 新丰小吃

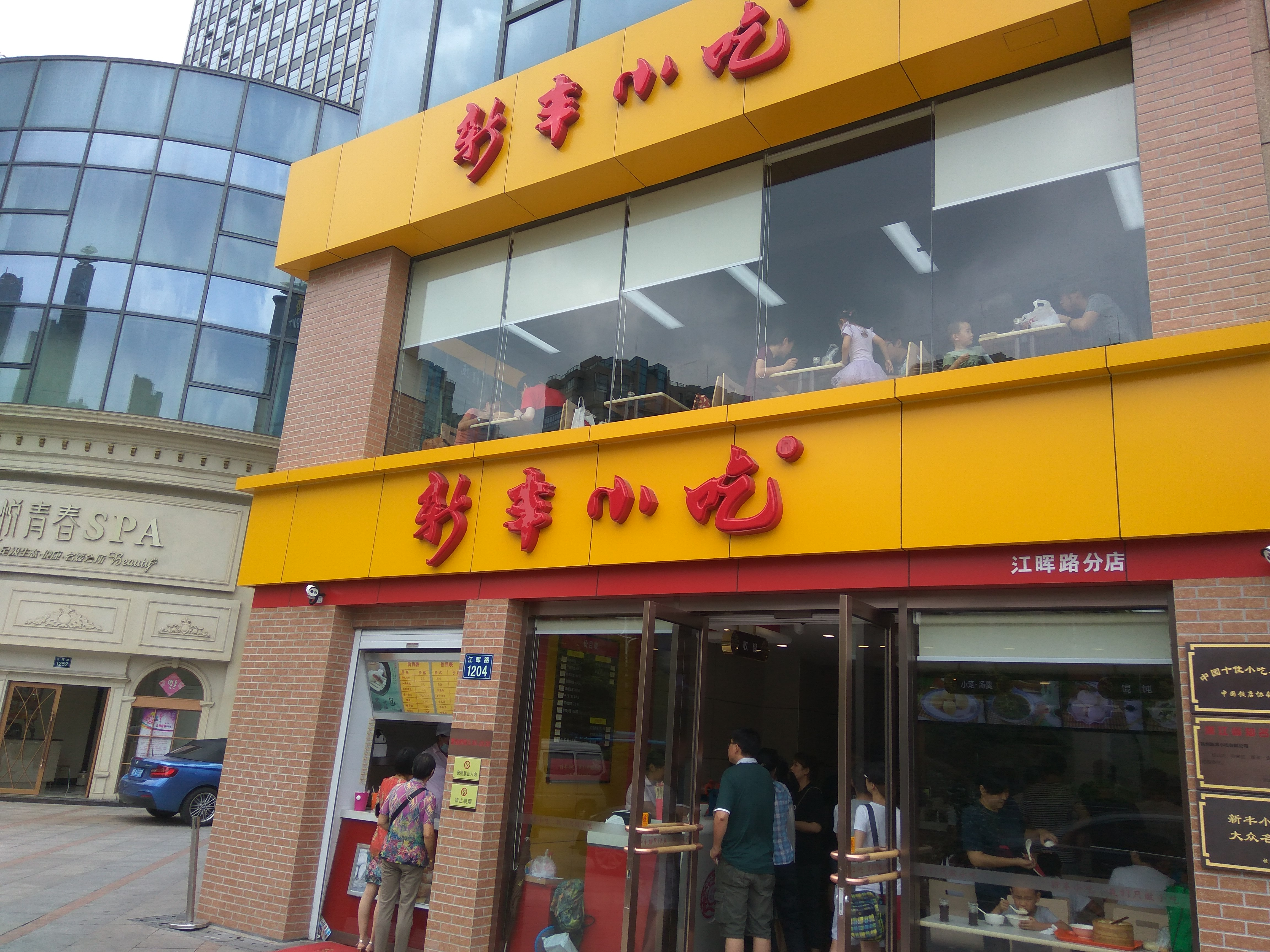
新丰小吃江晖路店

新丰小吃，是杭州的小吃品牌，前身是创办于1958年的“新丰面馆”，后于1996年改称新丰小吃，现时由杭州新丰小吃股份有限公司（新三板：872420）运营。在杭州、绍兴、宁波等地有分店。截至2017年12月有直营店22家，加盟店31家。2001年，被杭州市人民政府评为首批餐饮名店:50。2017年12月挂牌新三板上市。
该品牌的菜品以杭式小吃为主，其「特味大包、虾肉馄饨、喉口馒头」被杭帮菜博物馆永久收藏。

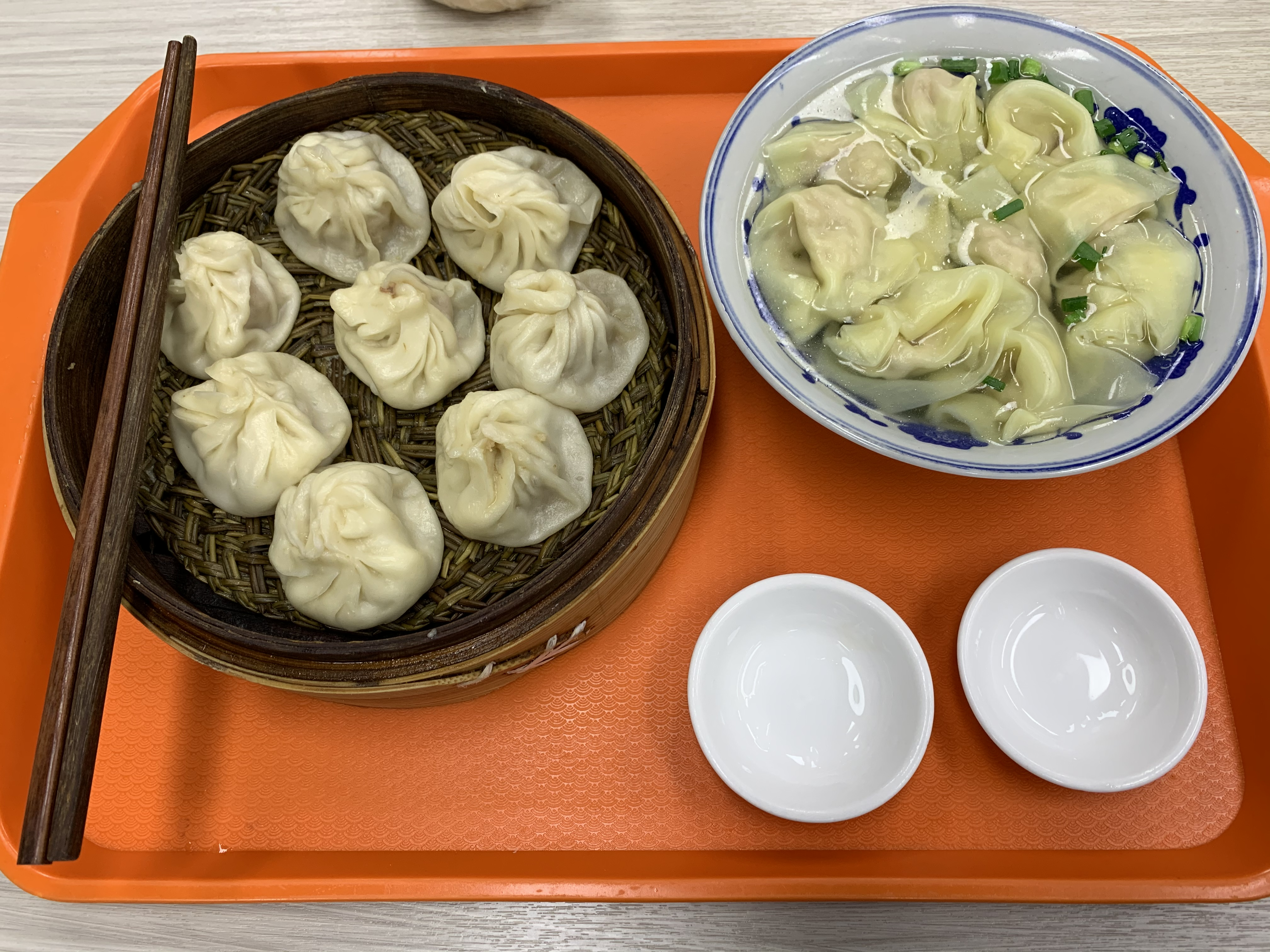
新丰小吃售卖的小笼包与馄饨

## 争议
2019年2月，庆春路分店食品安全抽检不合格。